# Calatayud
Pour les articles homonymes, voir Calatayud (homonymie).
Calatayud est une commune espagnole de la province de Saragosse dans la communauté autonome d'Aragon, chef-lieu du comarque Comunidad de Calatayud.
Elle correspond à la ville antique de Bilbilis.

## Géographie
La commune est située sur les rives du Jalón.
Avec une population de plus de 20 000 habitants, c'est la seconde ville de la province de Saragosse.

## Lieux et monuments

### Vestiges des fortifications arabes
Calatayud s'étend au pied d'un dispositif défensif arabe datant du IXe siècle. Il s'y concentre les vestiges de cinq châteaux : celui de Ayub, de la Torre Mocha, de la Reloj, de la Peña et celui de la Doña Martina. Les deux premiers sont les plus hauts. Le dernier est le plus ancien. La muraille de quatre kilomètres qui unit l'ensemble est en partie conservée.

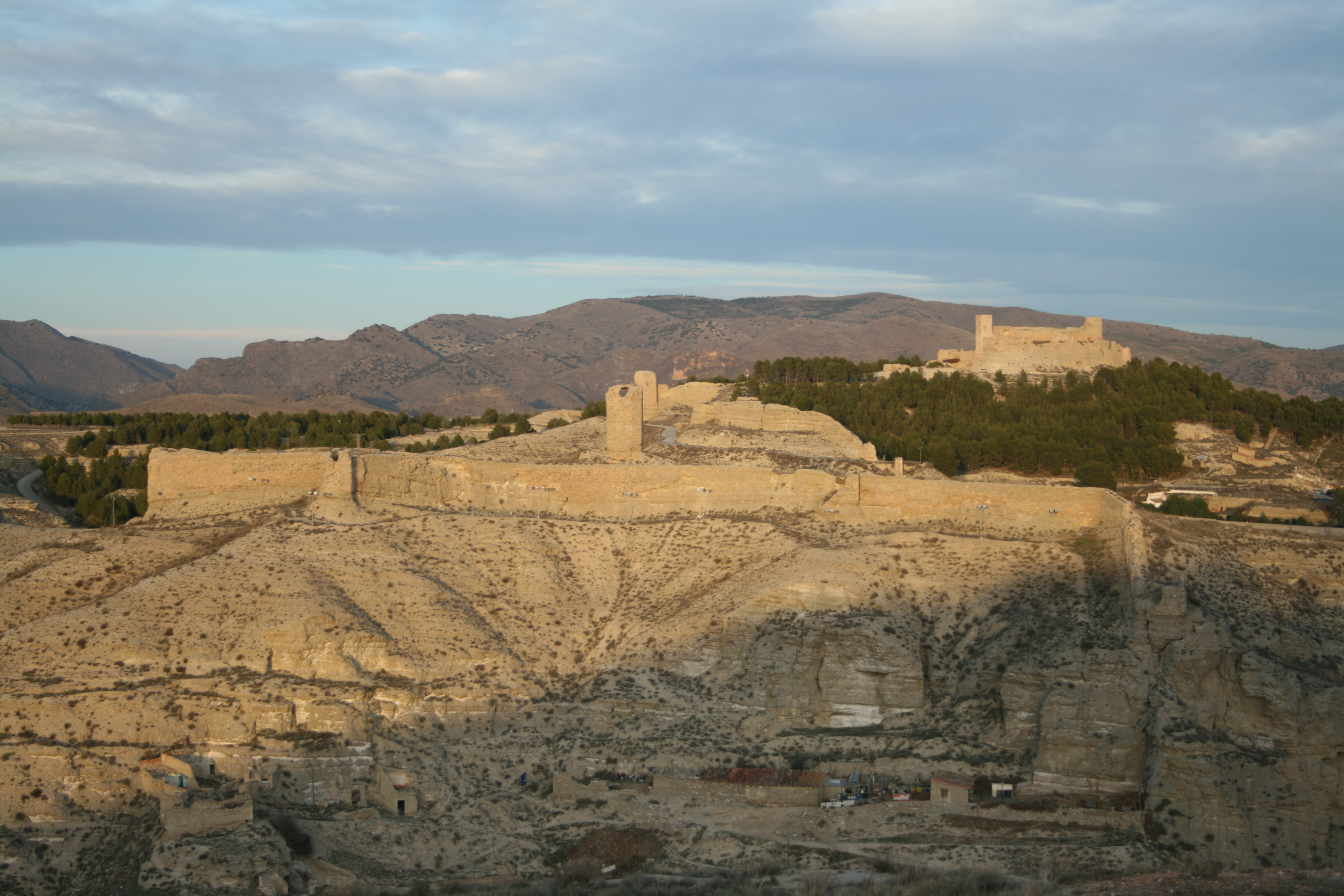
Château de Ayub

### Architecture mudéjare
Datant du XIVe, XVe ou XVIe siècle, des tours élancées rappelant l'architecture des minarets arabes jalonnent la ville. Ce sont celles de  la collégiale de Santa María, classée monument national, de l'église San Andrés ou encore de l'église de San Pedro de los Francos. De même, l'architecture mudéjare se rencontre dans le sanctuaire de Nuestra Señora de la Peña ou au sein de la collégiale du Santo Sepulcro.

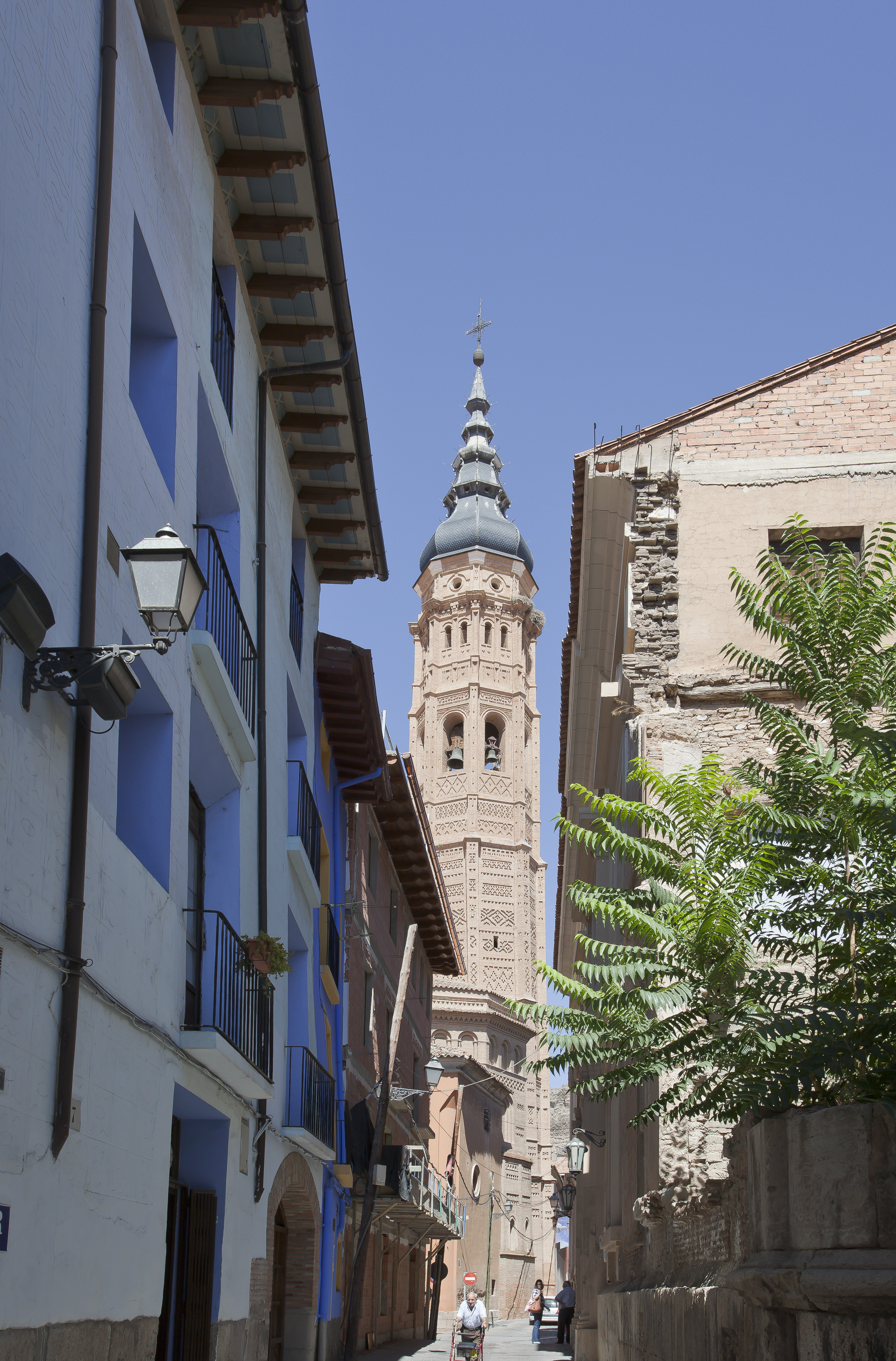
Collégiale de Santa María
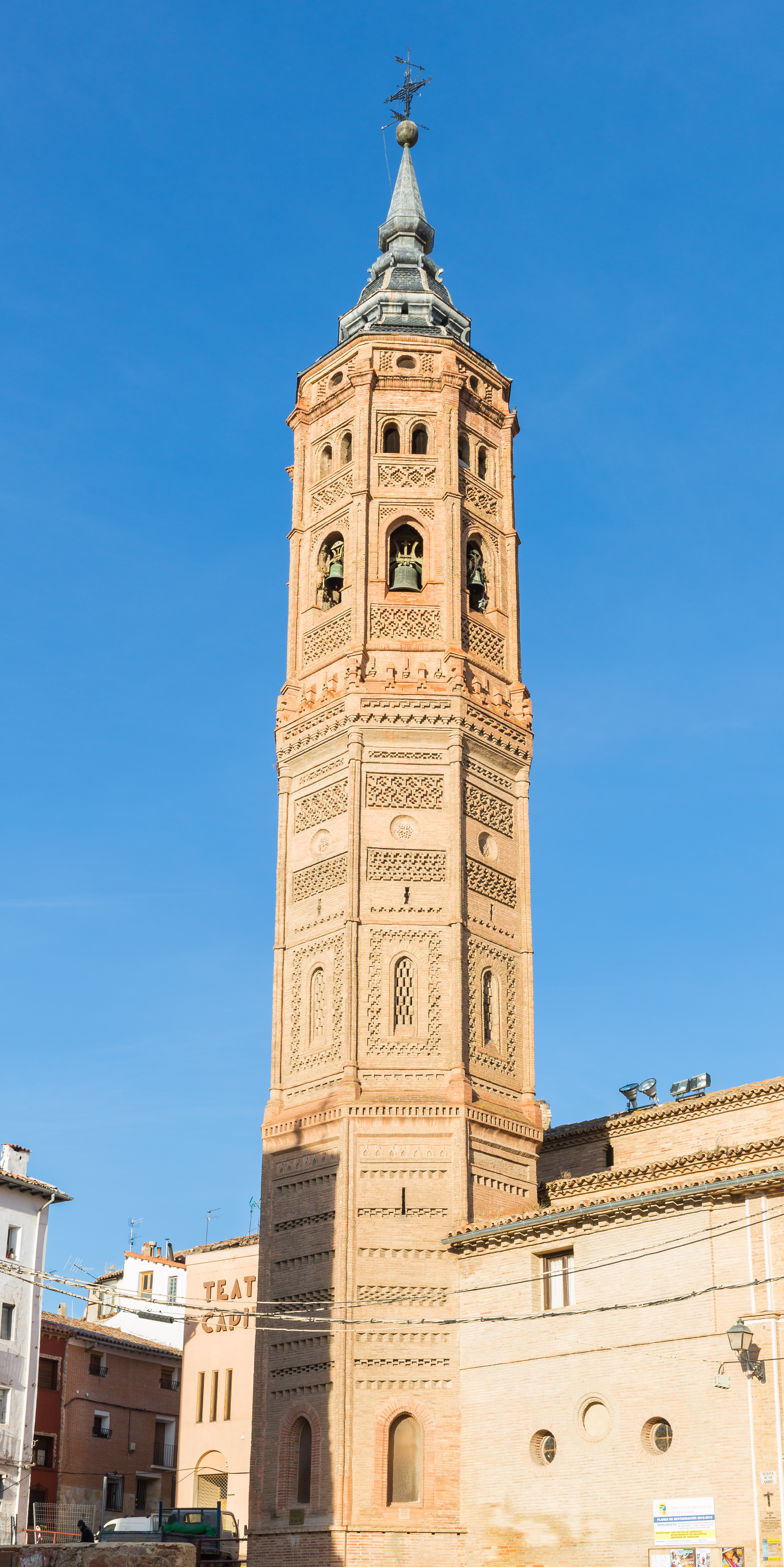
Église San Andrés
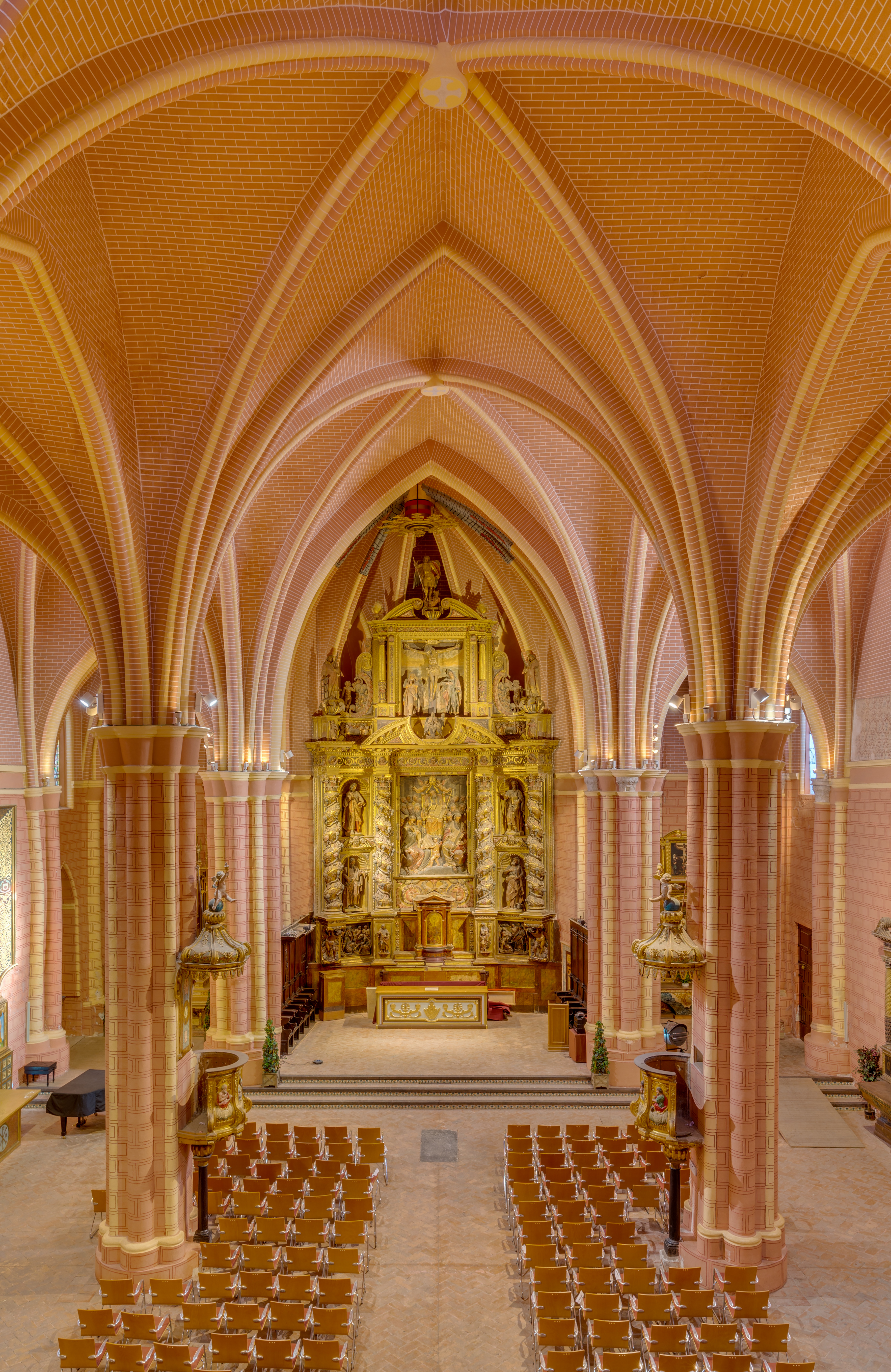
Église San Pedro de los Francos

Vue panoramique de l'intérieur de l'église San Andrès à Calatayud. Mai 2015.

Vue panoramique du Seminario de Nobles. Mai 2015.

### Cité antique de Bilbilis
Le musée de Calatayud rassemble des découvertes  archéologiques locales dont celles de la cité antique de Bilbilis.

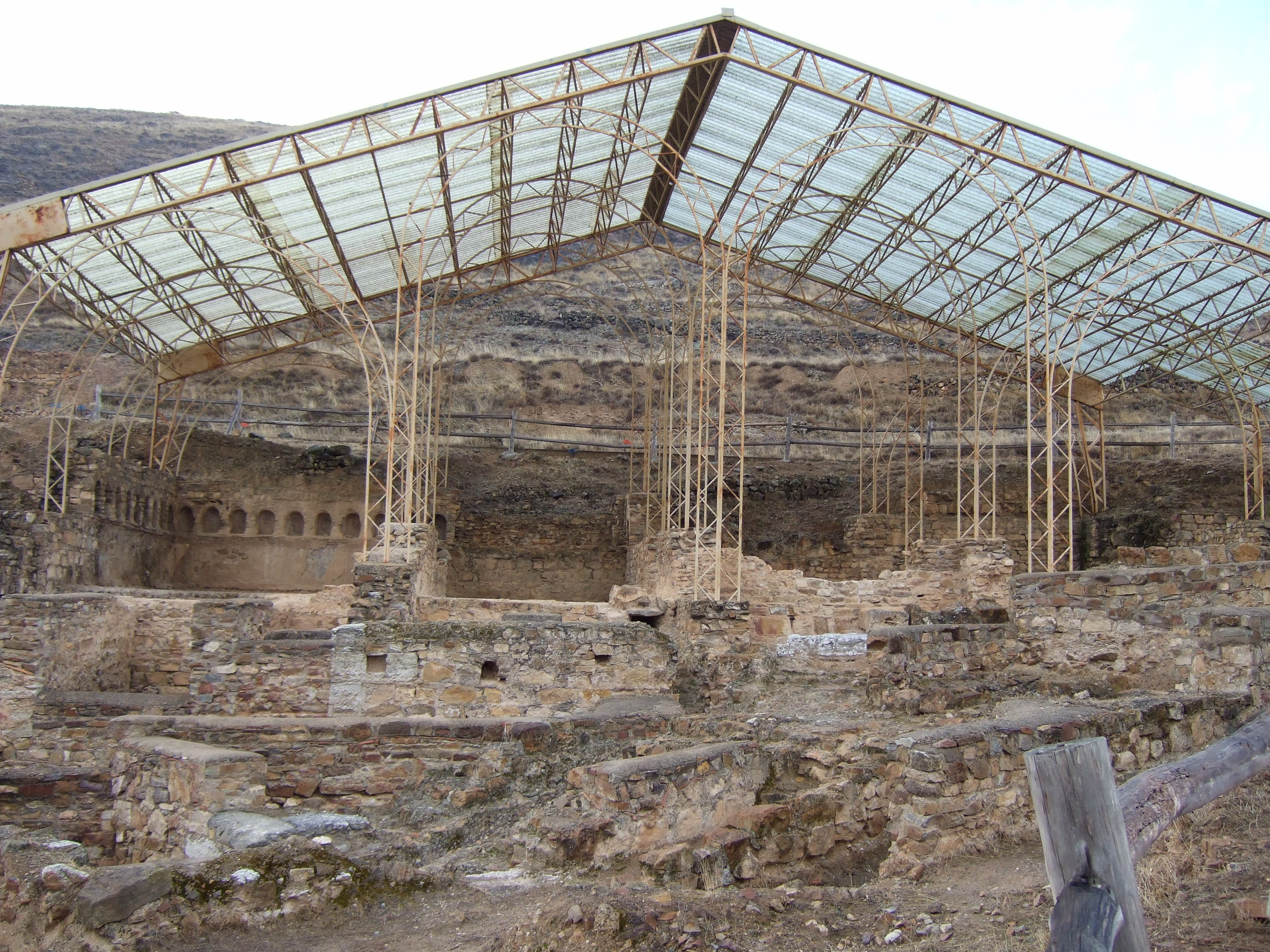
Cité antique de Bilbilis
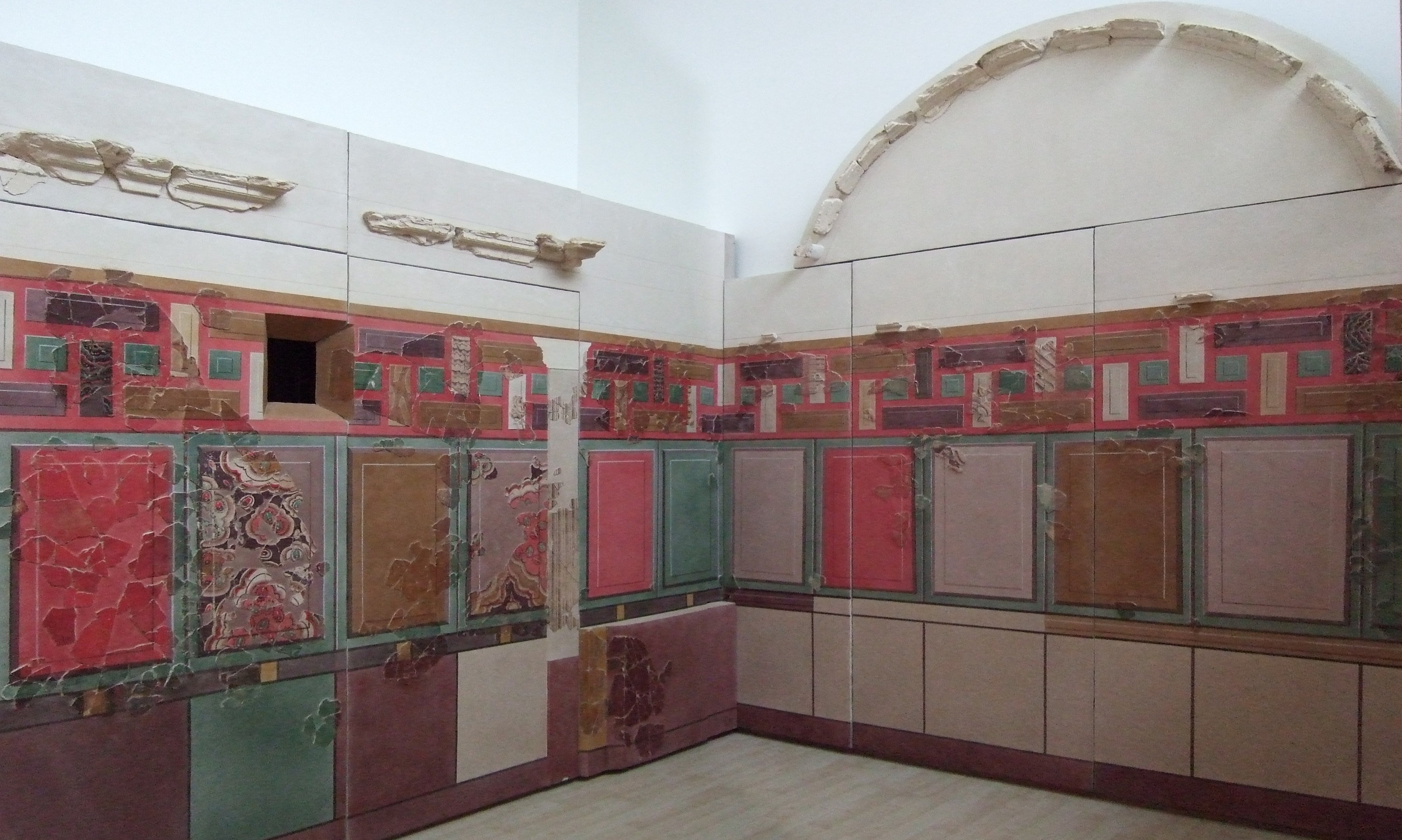
Cubiculum
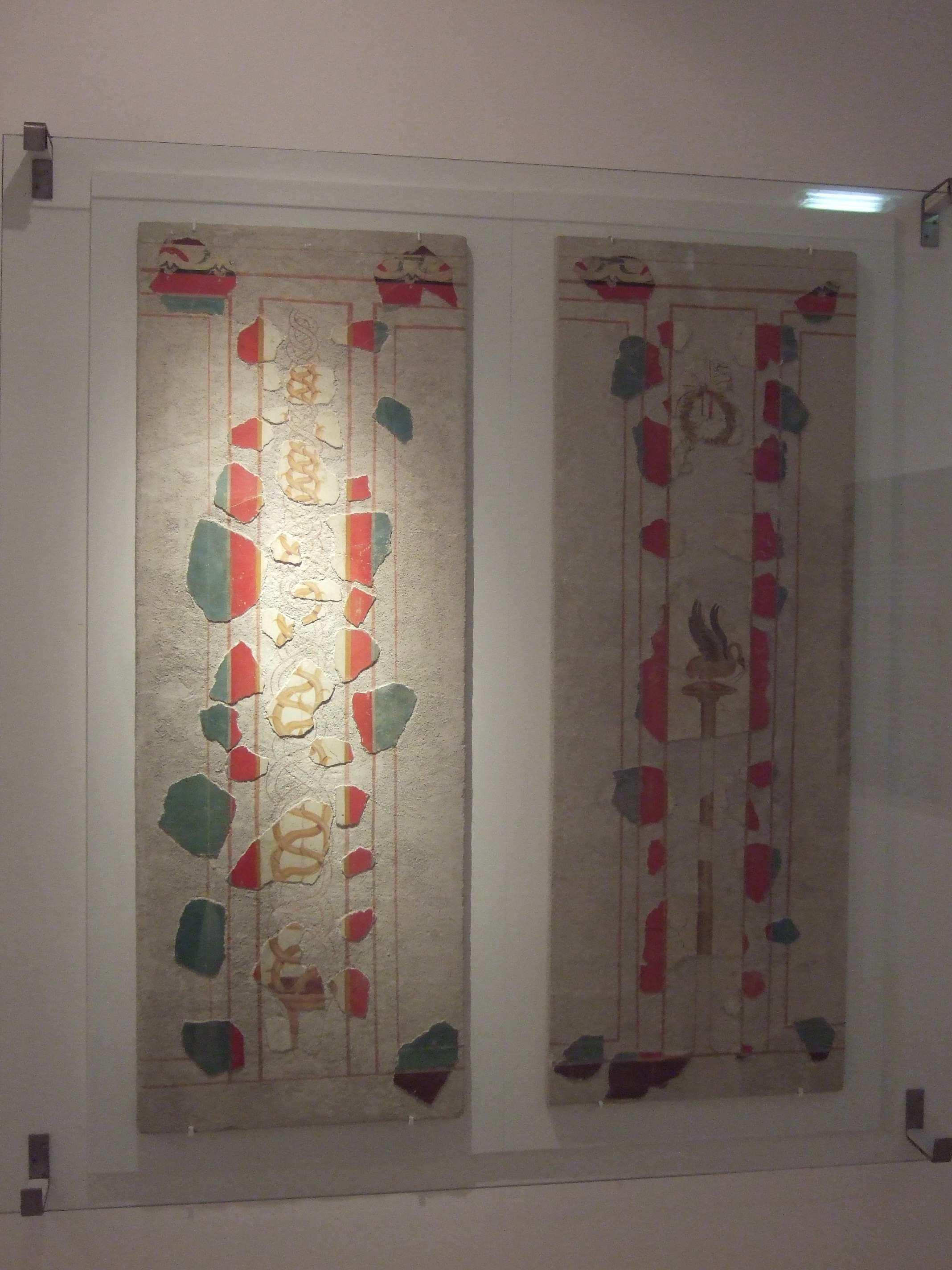
Vestiges des Thermes de Bilbilis

### Musée d'art sacré
On peut y voir, entre autres œuvres, l'Immaculée avec les allégories de la science, de l'architecture et des mathématiques, réalisée par Francisco Bayeu en 1759.

## Personnalités
- Le poète latin Martial (40 - 104) est né et mort à Bilbilis.
- Saint Íñigo d’Oña (c. 1000 - c. 1070) est le saint patron protecteur de la ville de Calatayud.
- Alexandre de Rhodes (1591 - 1660), né à Avignon, est issu d'une famille originaire de Calatayud.
- Calatayud est la ville de naissance de compositeurs espagnols ayant laissé leur empreinte dans l'histoire de la musique :
  - Juan de Navas (1647 - c. 1709)
  - José Antonio Nebra Mezquita (1672 - 1748)
  - José de Nebra (1702 - 1768), fils de José Antonio Nebra Mezquita
  - Francisco Javier de Nebra (1705 - 1741), fils de José Antonio Nebra Mezquita
  - Joaquín Ignacio de Nebra (1709 - 1782), fils de José Antonio Nebra Mezquita
  - Pascual Marquina Narro (1873 - 1948)
- Calatayud est également la ville de naissance de la première femme botaniste espagnole, Blanca Catalán de Ocón (1860-1904) et de sa sœur, l'entomologiste Clotilde Catalán de Ocón (1863-1946).

## Jumelages
- Auch (France)